# Nicolas Waquet
Pour les articles homonymes, voir Waquet.
Nicolas Waquet, né en 1978, est poète, traducteur et préfacier, auteur de travaux de littérature comparée sur le genre sublime dans la poésie occidentale.

## Publications poétiques

### Recueils
- Puisqu'il fait jour, Paris, Éditions de Corlevour, 2017, 96 p. (ISBN 978-2-37209-033-9, BNF 45289546)[1],[2],[3].
- À peine, Paris, Éditions de Corlevour, 2012, 80 p. (ISBN 978-2-915831-54-2, BNF 42616335).
- Dans l'ombre inscrit  (préf. Gérard Bocholier), Saint-Chéron, éditions unicité, coll. « Cahiers bleus », mai 2021, 110 p. (ISBN 978-2-37355-565-3, BNF 47049606).
- Derrière le ciel  (préf. Pierre Brunel), Saint-Chéron, éditions unicité, coll. « Cahiers bleus », novembre 2023, 116 p. (ISBN 978-2-37355-951-4, BNF 47420600).

### Extraits et inédits dans revues
- « HCW (2000-2001) Extraits », Poésie 2004, Paris, Maison de la Poésie de Paris, no 100,‎ mars 2004.
- « Sylva (Extraits) », Nunc, no 16,‎ septembre 2008 (ISSN 1637-8970).
- « Ether (Extraits) », traduction italienne par Marica Larocchi, L'Immaginazione, 244, gennaio-febbraio 2009.
- « Essences d'ombre », Nu(e), Nice, Association Nu (Nice), no 42,‎ novembre 2009 (ISSN 1266-7692, BNF 34530909).
- « Poèmes », Nunc, no 22,‎ octobre 2010 (ISSN 1637-8970).
- « Une Passion », Confluences poétiques, no 4,‎ avril 2011 (ISSN 1951-1728).
- « Passages (Extraits) », Arpa, n°104, juin 2012. (ISSN 0152-1454).
- « Enfance », Nu(e), Nice, Association Nu (Nice), no 52,‎ octobre 2012 (ISSN 1266-7692, BNF 34530909).
- « Épures (Extraits) », Arpa, nos 110-111,‎ octobre 2014 (ISSN 0152-1454).
- « Cinq variations », Recours au Poème, n° 125, décembre 2014. Lire en ligne.
- « Poèmes », Nunc, n° 36, juin 2015. (ISSN 1637-8970).
- « Puisqu'il fait jour (Extraits) », Nunc, n°41, février 2017. (ISSN 1637-8970).
- « Puisqu'il fait jour (Inédits) », Ecrit(s) du Nord, n°31-32, octobre 2017. (ISSN 1761-1946).
- « Paroles de la nuit et du jour », Recours au Poème, n° 178, octobre 2017. Lire en ligne.
- « Poèmes nocturnes », Arpa, Clermont-Ferrand, no 124,‎ octobre 2018 (ISSN 0152-1454).
- « Au matin d'un vertige », Chronique des confins, Profession Spectacle, 26 mars 2020 (Lire en ligne).
- « Paraphes », Arpa, no 131,‎ mars 2021 (ISSN 0152-1454).
- « Jusqu'aux jardins de l'aube », Arpa, no 140,‎ juin 2023 (ISSN 0152-1454).

## Traductions

### Traductions de l'allemand
- Carl von Clausewitz, De la guerre, traduit de l'allemand et présenté par N. Waquet, Payot & Rivages, coll. « Rivage poche / Petite Bibliothèque », Paris, 2006, 364 p.  (ISBN 2743615168)[4],[5].
- Hermann Hesse, Une bibliothèque idéale, traduit de l'allemand et préfacé par N. Waquet, Payot & Rivages, coll. « Bibliothèque Rivages », Paris, 2010, 124 p.  (ISBN 978-2-7436-2085-1). Réédition, Rivages, coll. « Rivages poche / Petite Bibliothèque », Paris, 2021, 134 p.  (EAN 9782743652029).
- Hermann Hesse, Contes, traduit de l'allemand et préfacé par N. Waquet, Payot & Rivages, coll. « Bibliothèque Rivages », Paris, 2015, 187 p.  (ISBN 978-2-7436-3264-9)[6].
- Hermann Hesse, Le métier d'écrivain, textes choisis, traduits de l'allemand, annotés et préfacés par N. Waquet, Paris, Rivages, coll. « Bibliothèque Rivages », 2021, 96 p.  (ISBN 978-2743653088)[7].
- Friedrich Hölderlin, Poèmes fluviaux, anthologie traduite de l'allemand, annotée et présentée par N. Waquet, Éditions Laurence Teper, Paris, 2004, 171 p.  (ISBN 2-9520442-5-2)[8],[9].
- Friedrich Hölderlin, traductions inédites de N. Waquet, dans Poésie 2004, Revue de la Maison de la Poésie de Paris, n° 100, mars 2004[10].
- Friedrich de La Motte-Fouqué, Ondine, traduit de l'allemand et préfacé par N. Waquet, illustrations d'Arthur Rackham, Payot & Rivages, coll. « Rivages poche / Petite Bibliothèque », Paris, 2011, 186 p.  (ISBN 978-2-7436-2207-7)[11],[12].
- Friedrich Nietzsche, Hymne à l'amitié, aphorismes et poèmes choisis, traduits de l'allemand et annotés par N. Waquet, préface de Guillaume Métayer, Payot & Rivages, coll. « Rivages Poche Petite Bibliothèque », Paris, 2019, 128 p. (ISBN 978-2-7436-4698-1).
- Walter F. Otto, « Le Prodige du verbe et du chant », traduit de l'allemand par N. Waquet, Po&sie, n° 124, 2e trimestre 2008, p. 47-59. (ISBN 978-2-7011-4832-8) Lire en ligne.
- Joseph Roth, Le miroir aveugle, traduit de l'allemand et préfacé par N. Waquet, Payot & Rivages, coll. « Rivages poche / Petite Bibliothèque », Paris, 2023, 100 p. (ISBN 978-2-7436-5916-5).
- Leopold von Sacher-Masoch, La Vénus à la fourrure, traduit de l'allemand et préfacé par N. Waquet, Payot & Rivages, coll. « Rivages poche / Petite Bibliothèque », Paris, 2009, 219 p.  (ISBN 978-2-7436-2032-5).
- Felix Salten, Bambi, L'histoire d'une vie dans les bois, traduit de l'allemand par N. Waquet, préface de Maxime Rovère, Payot & Rivages, coll. « Bibliothèque Rivages », Paris, 2016, 253 p.  (ISBN 978-2-7436-3647-0)[13],[14],[15].
  - Une version illustrée par Benjamin Lacombe du texte de Félix Salten, traduit de l'allemand par Nicolas Waquet, est éditée par Albin Michel sous le même titre Bambi, L'histoire d'une vie dans les bois, Paris, 2020, 196 p.  (ISBN 978-2-226-45021-0) [16],[17].
- Friedrich Schlegel, Philosophie de la vie, traduit de l'allemand, préfacé et annoté par N. Waquet, Payot & Rivages, coll. « Rivages poche / Petite Bibliothèque », Paris, 2013, 76 p.  (ISBN 978-2-7436-2455-2)[18].
- Arthur Schopenhauer, L'art de vieillir, Senilia, aphorismes traduits de l'allemand, choisis, préfacés et annotés par N. Waquet, Payot & Rivages, coll. « Rivages poche / Petite Bibliothèque », Paris, 2023, 108 p.  (ISBN 978-2-7436-6068-0)[19].
- Ludwig Tieck, Le Chat botté, traduit de l'allemand, préfacé et annoté par N. Waquet, Payot & Rivages, coll. « Rivages poche / Petite Bibliothèque », Paris, 2012, 140 p.  (ISBN 978-2-7436-2373-9)[20],[21].

### Traductions de l'anglais
- Marc Bekoff (en), Les Émotions des animaux, traduit de l'anglais par N. Waquet, Payot & Rivages, coll. « Manuels Payot », Paris, 2009, 312 p.  (ISBN 978-2-228-90401-8).
- Gibran Khalil Gibran, Le sable et l'écume - un livre d'aphorismes, traduit de l'anglais et préfacé par N. Waquet, Paris, Bayard Culture, coll. « Comètes », 2017, 150 p. (ISBN 978-2-227-49235-6).
- George Orwell, Une bonne tasse de thé et autres textes, traduit de l'anglais et préfacé par N. Waquet, Paris, Rivages, coll. « Rivages Poche Petite Bibliothèque», 2024, 130 p.  (ISBN 978-2-7436-6176-2).
- Robert Louis Stevenson, Will, l'homme du moulin, traduit de l'anglais et préfacé par N. Waquet, Paris, Rivages, coll. « Rivages Poche Petite Bibliothèque», 2022, 80 p.  (ISBN 978-2-7436-5665-2).

### Traductions du grec ancien
- Aristote, L'amitié, traduit du grec ancien, préfacé et annoté par N. Waquet, Paris, Payot & Rivages, coll. « Rivages Poche Petite Bibliothèque », Paris, 2020, 96 p. (ISBN 978-2-7436-5075-9) [22],[23].
- Diogène le cynique, Pensées et anecdotes, textes choisis, traduits du grec ancien, préfacés et annotés par N. Waquet, Paris, Rivages, coll. « Rivages Poche Petite Bibliothèque», 2021, 120 p.  (ISBN 978-2743654658)[24].
- Épictète, Ce que promet la Philosophie, Entretiens, livre I, traduit du grec ancien, préfacé et annoté par N. Waquet, Payot & Rivages, coll. « Rivages poche / Petite Bibliothèque », Paris, 2012, 176 p.  (ISBN 978-2-7436-2306-7)[25].
- Épictète, La paix de l'âme, Entretiens, livre II, traduit du grec ancien, préfacé et annoté par N. Waquet, Payot & Rivages, coll. « Rivages poche / Petite Bibliothèque », Paris, 2018, 176 p.  (ISBN 978-2-7436-4351-5).
- Épicure, Sur le plaisir, Lettres et maximes, traduit du grec ancien, préfacé et annoté par N. Waquet, Payot & Rivages, coll. « Rivages poche / Petite Bibliothèque », Paris, 2015, 173 p.  (ISBN 978-2-7436-3167-3)[26].
- Jean Chrysostome, Consolation, Lettres à Olympias, traduit du grec ancien, préfacé et annoté par N. Waquet, Paris Bayard Culture, coll. « Comètes », 2020, 223 p. (ISBN 978-2-227-496767).
- Lucien, Sur le deuil, traduit du grec ancien, préfacé et annoté par N. Waquet, Payot & Rivages, coll. « Rivages poche / Petite Bibliothèque », Paris, 2008, 64p.  (ISBN 978-2-7436-1859-9).
- Origène, Au commencement était le Verbe, traduit du grec ancien, préfacé et annoté par N. Waquet, Payot & Rivages, coll. « Rivages poche / Petite Bibliothèque », Paris, 2013, 206 p.  (ISBN 978-2-7436-2651-8).
- Philostrate d'Athènes, L'art de la gymnastique, traduit du grec ancien et annoté par N. Waquet, préface d'Andrea Marcolongo, traduite par Béatrice Robert-Boissier, Payot & Rivages, coll. « Rivages Poche », Paris, 2025, 78 p. (ISBN 978-2-7436-6560-9)[27].
- Platon, Amitié et amour, Lysis suivi de Diogène Laërce La vie de Platon, traduit du grec ancien, préfacé et annoté par N. Waquet, Payot & Rivages, coll. « Rivages poche / Petite Bibliothèque », Paris, 2023, 110 p.  (ISBN 978-2-7436-6069-7).
- Plutarque, Consolation à Apollonios, traduit du grec ancien, préfacé et annoté par N. Waquet, Payot & Rivages, coll. « Rivages poche / Petite Bibliothèque », Paris, 2007, 98 p.  (ISBN 978-2-7436-1762-2).
- Plutarque, Comment rester en bonne santé, traduit du grec ancien, préfacé et annoté par N. Waquet, Payot & Rivages, coll. « Bibliothèque Rivages », Paris, 2016, 108 p. (ISBN 978-2-7436-3792-7).
  - Cet ouvrage (traduction en français, préface et notes par N. Waquet) est traduit en espagnol par Jorge Huerta sous le titre Cómo mantenerse sano, comme TEXTOS DE, accompagnant le n°38, Hiver 2018, de me cayo el veinte, Revista de psicoanálisis, Mexico  (ISBN 978-607-7694-37-3).
- Plutarque, Consolation à sa femme, traduit du grec ancien et annoté par N. Waquet, préface de Maxime Rovère, Payot & Rivages, coll. « Bibliothèque Rivages », Paris, 2018, 64 p. (ISBN 978-2-7436-4541-0).
- Théophraste, Caractères, traduit du grec, préfacé et annoté par N. Waquet, Payot & Rivages, coll. « Rivages poche / Petite Bibliothèque », Paris, 2010,112 p.  (ISBN 978-2-7436-2138-4).
- Thucydide, De la guerre, choix de textes, traduction du grec ancien, notes et préface de N. Waquet, Payot & Rivages, coll. « Rivages Poche Petite Bibliothèque », Paris, 2019, 138 p. (ISBN 978-2-7436-4611-0).

### Traductions du latin
- Apulée, Éros et Psyché, traduit du latin et annoté par N. Waquet, « Préface » de Carlo Ossola traduite de l'italien par Nadine Le Lirzin, Payot & Rivages, coll. « Rivages Poche Petite Bibliothèque », n° 542, Paris, 2006, 173 p.  (ISBN 2-7436-1554-0)[28].
- Catulle, Mille et cent baisers, poèmes choisis, traduits, préfacés et annotés par N. Waquet, Paris Payot & Rivages, coll. « Rivages Poche Petite Bibliothèque », Paris, 2024, 90 p. (ISBN 978-2-7436-6427-5).
- Cicéron, L'Orateur idéal, traduit du latin, annoté et préfacé par N. Waquet, Payot & Rivages, coll. « Rivages Poche Petite Bibliothèque », Paris, 2009, 91 p.  (ISBN 978-2-7436-1910-7).
- Cicéron, La médecine de l'âme, Livre III des Tusculanes, traduit du latin, préfacé et annoté par N. Waquet, Paris Payot & Rivages, coll. « Rivages Poche Petite Bibliothèque », Paris, 2020, 96 p. (ISBN 978-2-7436-5023-0).
- Fronton (Marcus Cornelius Fronto), Éloge de la négligence et autre textes, traduit du grec et du latin, préfacé et annoté par N. Waquet, Payot & Rivages, coll. « Rivages Poche Petite Bibliothèque », n° 588, Paris, 2007, 136 p.  (ISBN 978-2-7436-1729-5)[29].
- Pline le Jeune, L'art d'écrire, traduit du latin, préfacé et annoté par N. Waquet, Payot & Rivages, coll. « Bibliothèque Rivages », Paris, 2017, 136 p. (ISBN 978-2-7436-4068-2).
- Quintus Tullius Cicero, Petit Manuel de campagne électorale, suivi de  Cicéron (Marcus Tullius Cicero), Pro Murena, traduit du latin, annoté et préfacé par N. Waquet, Payot & Rivages, coll. « Rivages Poche Petite Bibliothèque », n° 559, 132 p., Paris, 2007  (ISBN 978-2-7436-1622-9)[30].
- Sénèque, De la colère, traduit du latin, préfacé et annoté par N. Waquet, Payot & Rivages, coll. « Rivages Poche Petite Bibliothèque », Paris, 2014, 187 p.  (ISBN 978-2-7436-2830-7) [31].
- Sénèque, L'art de donner, traduit du latin, préfacé et annoté par N. Waquet, Payot & Rivages, coll. « Rivages Poche Petite Bibliothèque », Paris, 2024, 120 p.  (ISBN 978-2-7436-6479-4).

## Articles
- « La Fascination du pur », dans Jean-Yves Masson (dir.), Poésie 2004, n° 100, Hölderlin, actuel/inactuel, mars 2004. Sommaire en ligne.
- « Images du sacré  et héritage antique », L’Amitié Guérinienne, n° 183, mai 2004, p. 37-82. Revue L'Amitié guérinienne, publiée par Les Amis de Guérin".  (ISSN 0517-6247).
- « Le Sacre de la vie », L’Amitié Guérinienne, n° 184, avril 2005, p. 33-73. Revue L'amitié guérinienne, n°184, avril 2005. (ISSN 0517-6247).
- « Un feu du ciel entre deux mondes », L’Amitié Guérinienne, n° 185, avril 2006, p. 77-123. L'amitié guérinienne, n°185, avril 2006. (ISSN 0517-6247).
- « La Danse de l’indicible », L’Amitié Guérinienne, n° 186, avril 2007. Revue L'amitié guérinienne, n°186, avril 2007. (ISSN 0517-6247).
- « L’Ode fluviale chez Friedrich Hölderlin et Maurice de Guérin », Revue de Littérature Comparée, n° 328, octobre-décembre 2008, p. 417-428. Lire en ligne. (ISSN 0035-1466).
- « Honorer son hôte », Christine Lombez (dir.), Retraductions. De la Renaissance au XXIe Siècle, Coll. "Horizons Comparatistes", Éditions Cécile Defaut, Nantes, 2011, p. 279-283. (ISBN 978-2-35018-300-8).
- « À la source du chant, pureté et origine dans Le Rhin de Hölderlin », Revu, n°3, juillet 2017. (ISSN 2493-1144).

## Communications universitaires
- L’Ode fluviale, Colloque « Écritures de l’ode, XVIIIe, XIXe et XXe siècles », Université de Toulouse Le Mirail, 14-15-16 janvier 2004.  (ISBN 978-3-03910-980-7)
- La Danse de l’indicible, Conférence annuelle de « L’Amitié Guérinienne », Le Cayla, 16 juillet 2006. L'Amitié guérinienne, n°186, avril 2007, p. 11-26.
- Honorer son hôte, une expérience de la retraduction, dans le cadre du séminaire « Retraduction(s) », Université de Nantes, 2006-2008.